# Liam O'Reilly
Liam O'Reilly (Austin, Texas; 19 de marzo de 1996) es un baloncestista estadounidense que pertenece a la plantilla del Ironi Kiryat Ata B.C. de la Ligat ha’Al israelí. Con 1,88 metros de estatura, juega en la posición de base y escolta.

## Trayectoria deportiva
Es un jugador formado en el Collin College desde 2014 a 2016, año en el que ingresaría en la Universidad Gardner-Webb de Carolina del Norte, para jugar durante dos temporadas con los Gardner-Webb Runnin' Bulldogs. En la temporada 2017-18 promedió 14.8 puntos y 4.7 rebotes por encuentro en su último año universitario.
Tras no ser drafteado en 2018, debutaría como profesional en Eslovaquia en las filas del MBK Rieker Komárno con unos promedios de 12,59 puntos por partidos en 37 encuentros disputados.
Durante la temporada 2019-20, firma por el ForexTime Apollon Limassol de la Primera División de baloncesto de Chipre, en el que disputa 21 partidos en los que anota 15,24 puntos de media.
El 8 de agosto de 2020 firmó por el Gießen 46ers de la Basketball Bundesliga alemana.